# Пендекар

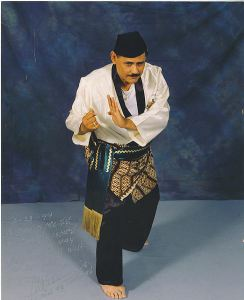
Пендекар Поль де Туар (Paul De Thouars)

Пендека́р (индон. pendekar — буквально «искусный фехтовальщик», в других значениях «забияка», «заводила», «вожак», «герой») — почётное спортивное звание, учитель-наставник боевого искусства силат, примерный аналог звания «Грандмастер». Присваивается официально. В языках некоторых народов Индонезии и Малайзии, практикующих те или иные разновидности силата, титул может звучать несколько иначе: так, например, в языке минангкабау он звучит как панде́ка (мин. pandeka). За всю историю развития силата в мире всего несколько европейцев были удостоены высшего мастерского звания «Пендекар»:
- Джордж Фредрикс (Голландия)
- Ральф Ирмингер (Швейцария)
- Айдинал Аль Рашид (Великобритания)
- Эрик Шателье (фр. Eric Chatelier, Франция)
- Хильтруд Кордес (Германия)
- Гюнтер Эртль (Австрия)
- Людо Питерс (Бельгия)
- Келли Питерс (Бельгия)
- Валерий Майстровой (Россия)
- Пути Кайсар Михара (Австрия)